# Kaysersberg
Kaysersberg foi uma antiga comuna francesa de 24,82 km² e com 2676 habitantes (1999) situada no departamento do Haut-Rhin, na região de Grande Leste. 
Em 1 de janeiro de 2016, foi incorporada à nova comuna de Kaysersberg Vignoble.

## Geografia
A comuna de Kaysersberg estava localizada a noroeste de Colmar, nas encostas orientais dos Vosges.

## Personalidades
- Albert Schweitzer